# Гончаров, Владимир Фомич
Владимир Фомич Гончаров (род. 30 июня 1937, Новосибирск) — советский футболист, нападающий.
Воспитанник ФШМ Минска. В командах мастеров дебютировал в 1955 году, сыграв один матч в чемпионате СССР — в составе минского «Спартака» 31 августа провёл гостевую игру против московского «Локомотива». Выступал за команду, в 1960 году переименованную в «Беларусь», до 1961 года; в чемпионате СССР в 1955, 1957, 1960—1961 годах сыграл 64 матча, забил 10 голов. Играл в низших лигах за СКА Минск (1962—1963), «Двину» Витебск (1964), в чемпионате Белорусской ССР за «Торпедо» Минск (1965—1971).
Участник I Спартакиады народов СССР 1956 года в составе сборной Белорусской ССР.
Старший тренер клуба «Селена» Молодечно (1973).